# Ilze Jaunalksne
Ilze Jaunalksne-Rēdere (* 19. November 1976 in Jūrmala, Lettische SSR, Sowjetunion) ist eine lettische Journalistin und Fernsehmoderatorin. Für ihren Einsatz für die Pressefreiheit und gegen politische Korruption in ihrem Heimatland wurde sie 2007 mit dem erstmals vergebenen International Women of Courage Award (IWOC) des Außenministeriums der Vereinigten Staaten ausgezeichnet.

## Engagement und Ehrung
Jaunalksne ist Journalistin. Als TV-Moderatorin des aktuellen Magazins De Facto deckte sie im März 2006 einen Skandals um den Kauf von Stimmen auf. An diesem waren prominente Politiker mehrerer Parteien beteiligt. Ihr Bericht führte zur Anklage gegen mehrere politische Führungspersönlichkeiten und erzwang den Rücktritt eines Ministers.
In der Folge gab es Versuche Jaunalksne zu bedrohen und zu diskreditieren. Sie verklagte deshalb die Lettische Regierung wegen Verleumdung. Ihr Fall war der erste seiner Art in Lettland. Das Gericht entschied zu Jaunalksnes Gunsten, und der Staat wurde verurteilt, ihr Schadenersatz zu zahlen. Die Jury des Women of Courage Awards wertete dies als wichtigen Beitrag zur Demokratisierung des Landes nach der politischen Wende.
Im März 2007 erhielt Ilze Jaunalksne den erstmals vergebenen “International Women of Courage Award”. Unter den zehn Ausgezeichneten des Jahres waren auch Frauen aus Afghanistan, Saudi-Arabien und Zimbabwe. Der Preis wurde ihnen am 7. März 2007 von Condoleezza Rice verliehen. Jaunalksne konnte wegen ihrer Schwangerschaft nicht an der Zeremonie teilnehmen.
Jaunalksne moderierte 2003 den lettischen Vorentscheid Eirodziesma zum Eurovision Song Contest. – Sie heiratete 2019 den Fernsehjournalisten Gundars Rēders.

## Filmografie
Jaunalksne spielte 2008 in dem lettischen Kurzfilm Rit Bus (englische Fassung: Will Have It Tomorrow) eine Journalistin.

## Veröffentlichungen
- Rokasgrāmata žurnālistiem. īsi par mediju likumiem.
- «Руководство для журналистов. коротко о регулирующем СМИ законодательстве.»